# Trận chung kết Giải vô địch bóng đá thế giới 1998
Trận chung kết giải vô địch bóng đá thế giới 1998 là trận đấu bóng đá diễn ra ngày 12 tháng 7 năm 1998 tại Stade de France ở vùng Saint-Denis giữa hai đội là Brasil và Pháp để xác định nhà vô địch của giải vô địch bóng đá thế giới 1998. Sau 90 phút đá chính, đội Pháp đã đánh bại Brasil với tỉ số 3–0 nhờ cú đúp của Zinedine Zidane vào các phút thứ 27 và 45+1 và một bàn thắng của Emmanuel Petit ở phút thứ 90+3. Đây là lần đầu tiên đội tuyển Pháp giành được chức vô địch của giải bóng đá lớn nhất hành tinh.

## Tóm tắt trận đấu

### Chi tiết
| Brasil | 0–3      | Pháp                            |
| ------ | -------- | ------------------------------- |
|        | Chi tiết | Zidane 27', 45+1' · Petit 90+3' |

| Brasil | Pháp |

|                         |    |                  |     |     |
|                         |    |                  |     |     |
| GK                      | 1  | Claudio Taffarel |     |     |
| RB                      | 2  | Cafu             |     |     |
| CB                      | 3  | Aldair           |     |     |
| CB                      | 4  | Junior Baiano    | 33' |     |
| LB                      | 6  | Roberto Carlos   |     |     |
| CM                      | 5  | César Sampaio    |     | 73' |
| CM                      | 8  | Dunga (c)        |     |     |
| LW                      | 10 | Rivaldo          |     |     |
| RW                      | 18 | Leonardo         |     | 46' |
| CF                      | 20 | Bebeto           |     |     |
| CF                      | 9  | Ronaldo          |     |     |
| Vào thay người:         |    |                  |     |     |
| FW                      | 19 | Denílson         |     | 46' |
| FW                      | 21 | Edmundo          |     | 73' |
| Huấn luyện viên trưởng: |    |                  |     |     |
| Mário Zagallo           |    |                  |     |     |

|                         |    |                      |         |     |
|                         |    |                      |         |     |
| GK                      | 16 | Fabien Barthez       |         |     |
| RB                      | 15 | Lilian Thuram        |         |     |
| CB                      | 8  | Marcel Desailly      | 48' 68' |     |
| CB                      | 18 | Frank Leboeuf        |         |     |
| LB                      | 3  | Bixente Lizarazu     |         |     |
| DM                      | 7  | Didier Deschamps (c) | 39'     |     |
| CM                      | 19 | Christian Karembeu   | 56'     | 57' |
| CM                      | 17 | Emmanuel Petit       |         |     |
| AM                      | 10 | Zinédine Zidane      |         |     |
| CF                      | 6  | Youri Djorkaeff      |         | 74' |
| CF                      | 9  | Stéphane Guivarc'h   |         | 66' |
| Vào thay người:         |    |                      |         |     |
| MF                      | 14 | Alain Boghossian     |         | 57' |
| FW                      | 21 | Christophe Dugarry   |         | 66' |
| MF                      | 4  | Patrick Vieira       |         | 74' |
| Huấn luyện viên trưởng: |    |                      |         |     |
| Aimé Jacquet            |    |                      |         |     |

| Cầu thủ xuất sắc nhất trận: Zinédine Zidane (Pháp) Trợ lý trọng tài: Mark Warren (Anh) Achmat Salie (Nam Phi) Trọng tài bàn: Rahman Al Zaid (Nam Phi) |

### Thống kê
|                           | Brasil | Pháp |
| ------------------------- | ------ | ---- |
| Bàn thắng                 | 0      | 3    |
| Sút bóng                  | 12     | 14   |
| Sút cầu môn               | 6      | 5    |
| Lỗi                       | 15     | 13   |
| Việt vị                   | 5      | 3    |
| Thẻ vàng                  | 1      | 4    |
| Thẻ vàng thứ hai & thẻ đỏ | 0      | 1    |
| Thẻ đỏ                    | 0      | 0    |

- Thống kê Lưu trữ ngày 28 tháng 11 năm 2011 tại Wayback Machine